# Parafia św. Jadwigi w Dębowej Łęce
Parafia pw. św. Jadwigi w Dębowej Łęce – parafia rzymskokatolicka w Dębowej Łęce należący do dekanatu Wschowa, diecezja zielonogórsko-gorzowskiej, metropolii szczecińsko-kamieńskiej.

## Historia
Dębowa Łęka pojawia się w źródłach już w XIII w., choć szczyt jej sławy przypadł na wiek XV, kiedy to ród Dębołęskich przyczynił się do przebudowy świątyni z 1267 r. na kościół w stylu gotyckim. Z tego roku wywodził się Franciszkanin O. Wojciech Dębołęski - kapelan sławnych Lisowczyków (+ 1647). 
Do XVI w. kościół obsługiwany był przez proboszczów katolickich. W XVI w. przeszadł w ręce protestantów i został zamieniony na zbór. W 1610 r. zwrócony katolikom. Od tego czasu kościół i wiernych obsługują księża z Długich Starych albo ze Wschowy. Po roku 1945 duszpasterstwo parafii przejęli OO. Kapucyni, w latach 1947-55 zaś Księża Salezjanie, a od 1956 r. księża diecezjalni. 
Obecnie parafię obsługuje proboszcz parafii Osowa Sień.